# Vidro de relógio

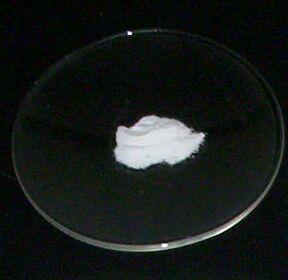
Vidro de relógio com CsF

Um vidro de relógio é um pequeno recipiente côncavo de vidro com formato circular. Sua principal função é a pesagem de pequenas quantidades de sólidos, entretanto pode ser usado também em análises e evaporações de pequena escala.